# Åparken
Åparken er en offentlig park i det centrale Aarhus, Danmark. Parken ligger nær Aarhus Å i kvarteret Vesterbro i Midtbyen tæt ved CeresByen. Den er afgrænset af gaderne Carls Blochs Gade og Thorvaldsensgade.  Parken er opdelt af en sti, der går fra byens centrum og ud til Brabrandstien mod vest, der går rundt om Brabrand Sø. Åparken er den første af et antal grønne områder, der går fra midtbyen langs åen og Brabrandstien. Vandrestien "Aarhus-Silkeborg" starter i Åparken.
Parken er et åbent græsklædt område med nogle få træer og højbede med blandede blomster. Parken indeholder flere rekreative og legefaciliteter inklusive slacklines, hængekøjer, klatrevægge og bådebro til kajakker og kanoer der sejler på åen. Parken er også hjem for Folkestedet, der er en kommunalt hus, der bruges af forskellige foreninger. Aarhus Tech driver en café her.
Parken blev anlagt delvist oven på et kommunalt vandreservoir, der blev etableret i 2008-2011. Bassinet er del af en serie af underjordiske reserviorer, og en del af kommunens klimasikring, der skal afværge ødelæggelser ved kraftigt regnfald. Reservoiret kan indeholde 15.000 m3 vand.

## Galleri
- Parken
- Hængekøjer
- Klatrevæg
- Bådebro
- Åen
- Stien igennem parken
- Folkestedet